# Sahalinska oblast
Sahalinska oblast (rusko Сахалинская область, latinizirano: Sahalinskaja oblast') je oblast v Rusiji v Daljnovzhodnem federalnim okrožju. Na morju na severu meji z Regijo Kamčatko, na jugu z Japonsko in na zahodu s Habarovskim okrajem. Ustanovljena je bila 2. januarja 1947.
Sahalinsko oblast sestavljajo otok Sahalin in Kurilski otoki. Na zahodu je od celine ločena s Sahalinskim zalivom na severu in Tatarskim prelivom na jugu.